# Jérôme Drouin
Pour les articles homonymes, voir Drouin.
Jérôme Drouin, né le 25 juillet 1977 au Mans (Sarthe), est un ancien footballeur professionnel français. Il a disputé toute sa carrière sous les couleurs du MUC 72.

## Biographie
En 1991, alors joueur du Sablé FC, il dispute la Coupe nationale des minimes avec la sélection de la Ligue du Maine. 
Formé au Mans, Jérôme Drouin commence sa carrière en deuxième division avec Le Mans UC 72 durant la saison 1996-1997 et devient peu à peu un cadre de l'équipe. En 2003, il est l'un des grands artisans de la montée du club sarthois en Ligue 1. 
La saison suivante, il fait ses débuts parmi l'élite mais ne dispute que 5 rencontres et doit mettre un terme à sa carrière en raison d'une grave blessure. 
En championnat, Jérôme Drouin apparaît 200 fois sous les couleurs mancelles et inscrit 4 buts.
Il a été l'entraîneur des U-19 Nationaux du Girondin de Bordeaux.
Il entraîne aujourd'hui le Sable FC.